# Into Glory Ride
Into Glory Ride — другий студійний альбом американської групи Manowar, який був випущений 1 липня 1983 року.

## Композиції
1. Warlord — 4:13
2. Secret of Steel — 5:48
3. Gloves of Metal — 5:23
4. Gates of Valhalla — 7:11
5. Hatred — 7:38
6. Revelation (Death's Angel) — 6:28
7. March for Revenge — 8:24